# Inga latipes
Inga latipes är en ärtväxtart som beskrevs av Henri François Pittier. Inga latipes ingår i släktet Inga och familjen ärtväxter. IUCN kategoriserar arten globalt som starkt hotad. Inga underarter finns listade i Catalogue of Life.